# 桜色の記憶…
「桜色の記憶…」（さくらいろのきおく）は、日本のシンガーソングライター・山猿の2作目（通算4作目）のデジタルシングル。

## 概要
- 前作「カジカ」から約1ヶ月半ぶりのデジタルシングルにして、アルバム『あいことば2』からの先行シングル。
- 『LGMonkees解散LIVE みんなありがとう!! ～でも寂しいからサヨナラは言わないよ～』の終演翌日からスタートした12週連続着うた配信企画の楽曲「卒業」を、改名して着うたフル配信した作品である[1]。

## 収録曲
| #  | タイトル        | 作詞・作曲 | 編曲     | 時間 |
| -- | --------------- | ---------- | -------- | ---- |
| 1. | 「桜色の記憶…」 | 山猿       | 川口圭太 | 4:54 |

### 解説
1. 桜色の記憶…
卒業をテーマに、その情景で感じた切ない気持ちを描いたミディアムナンバー[2]。

## 参加ミュージシャン
- 山猿：Vocal

Support Musician
- 川口圭太：Track

## タイアップ
- ショートフィルム『あいことば』主題歌

## 収録アルバム
- あいことば2
- 超あいことば -THE BEST-